# Les Bouchoux
Les Bouchoux sont une commune française située dans le département du Jura, dans la région culturelle et historique de Franche-Comté et la région administrative Bourgogne-Franche-Comté.
Ses habitants sont appelés les Boucherands et les Boucherandes.

## Géographie

### Localisation
| Larrivoire        |                  | Coiserette |
| Vulvoz Choux Viry | Les Bouchoux     | La Pesse   |
|                   | Belleydoux (Ain) |            |

### Climat
Pour des articles plus généraux, voir Climat de la Bourgogne-Franche-Comté et Climat du département du Jura.
En 2010, le climat de la commune est de type climat de montagne, selon une étude du Centre national de la recherche scientifique s'appuyant sur une série de données couvrant la période 1971-2000. En 2020, Météo-France publie une typologie des climats de la France métropolitaine dans laquelle la commune est exposée à un climat de montagne ou de marges de montagne et est dans la région climatique  Jura, caractérisée par une forte pluviométrie en toutes saisons (1 000 à 1 500 mm/an), des hivers rigoureux et un ensoleillement médiocre. 
Pour la période 1971-2000, la température annuelle moyenne est de 6,4 °C, avec une amplitude thermique annuelle de 15,9 °C. Le cumul annuel moyen de précipitations est de 1 977 mm, avec 12,6 jours de précipitations en janvier et 10 jours en juillet. Pour la période 1991-2020, la température moyenne annuelle observée sur la station météorologique de Météo-France la plus proche, « La Pesse », sur la commune de La Pesse à 3 km à vol d'oiseau, est de 6,9 °C et le cumul annuel moyen de précipitations est de 1 659,9 mm. 
La température maximale relevée sur cette station est de 33,5 °C, atteinte le 24 juillet 2019 ; la température minimale est de −23,4 °C, atteinte le 5 février 2012,,. 
Les paramètres climatiques de la commune ont été estimés pour le milieu du siècle (2041-2070) selon différents scénarios d'émission de gaz à effet de serre à partir des nouvelles projections climatiques de référence DRIAS-2020. Ils sont consultables sur un site dédié publié par Météo-France en novembre 2022.

## Urbanisme

### Typologie
Au 1er janvier 2024, Les Bouchoux sont catégorisés commune rurale à habitat dispersé, selon la nouvelle grille communale de densité à sept niveaux définie par l'Insee en 2022.
Elle est située hors unité urbaine. Par ailleurs la commune fait partie de l'aire d'attraction de Saint-Claude, dont elle est une commune de la couronne,. Cette aire, qui regroupe 18 communes, est catégorisée dans les aires de moins de 50 000 habitants,.

### Occupation des sols
L'occupation des sols de la commune, telle qu'elle ressort de la base de données européenne d’occupation biophysique des sols Corine Land Cover (CLC), est marquée par l'importance des forêts et milieux semi-naturels (66,3 % en 2018), une proportion sensiblement équivalente à celle de 1990 (66,6 %). La répartition détaillée en 2018 est la suivante : 
forêts (62,3 %), prairies (30,7 %), milieux à végétation arbustive et/ou herbacée (4 %), zones agricoles hétérogènes (3 %). L'évolution de l’occupation des sols de la commune et de ses infrastructures peut être observée sur les différentes représentations cartographiques du territoire : la carte de Cassini (XVIIIe siècle), la carte d'état-major (1820-1866) et les cartes ou photos aériennes de l'IGN pour la période actuelle (1950 à aujourd'hui).

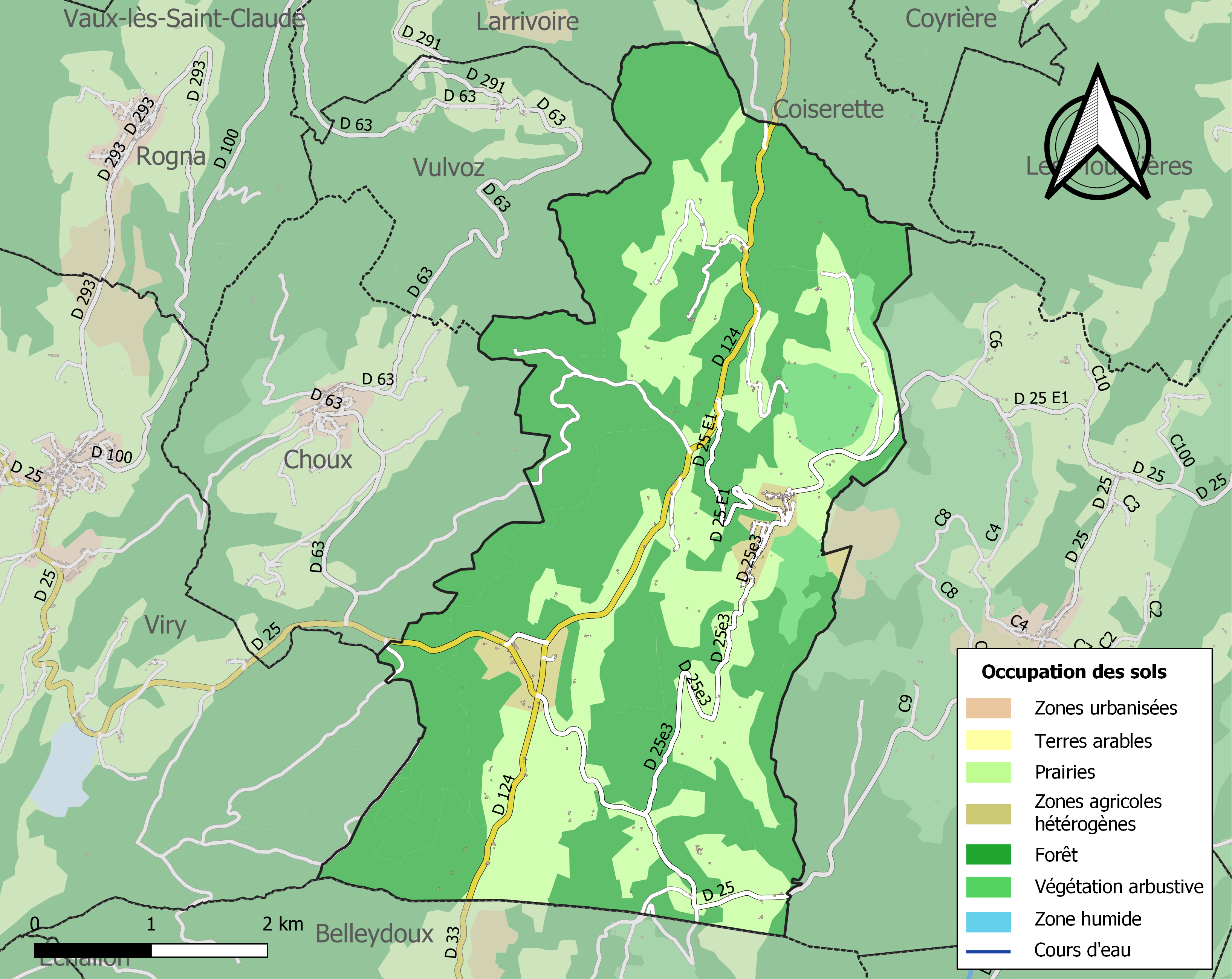
Carte des infrastructures et de l'occupation des sols de la commune en 2018 (CLC).

## Histoire

### Bruant à gorge blanche
En 2022, la présence inhabituelle d'un bruant à gorge blanche aux Bouchoux fait l'objet d'une attention médiatique à l'échelle nationale,. Cet oiseau migrateur, probablement égaré au cours de sa migration, ne vit normalement qu'en Amérique du nord. Plusieurs dizaines d'ornithologues et de curieux viennent aux Bouchoux depuis d'autres régions de France ou de Suisse françaises ou suisses pour tenter de l'observer.

## Politique et administration

### Élections municipales et communautaires
| Période      | Période   | Identité              | Étiquette | Qualité          |
| ------------ | --------- | --------------------- | --------- | ---------------- |
| mars 1995    | mars 2001 | Benoît Collin         |           | Médecin          |
| mars 2001    | mars 2008 | Philippe Laurent      |           | Enseignant       |
| mars 2008    | août 2010 | Claude Perrier-Cornet |           | Retraité         |
| octobre 2010 | En cours  | Jérôme Grenard        |           | Chef de chantier |

## Population et société

### Démographie
L'évolution du nombre d'habitants est connue à travers les recensements de la population effectués dans la commune depuis 1793. Pour les communes de moins de 10 000 habitants, une enquête de recensement portant sur toute la population est réalisée tous les cinq ans, les populations de référence des années intermédiaires étant quant à elles estimées par interpolation ou extrapolation. Pour la commune, le premier recensement exhaustif entrant dans le cadre du nouveau dispositif a été réalisé en 2006.

En 2022, la commune comptait 313 habitants, en évolution de −1,57 % par rapport à 2016 (Jura : −0,81 %, France hors Mayotte : +2,11 %).
| 1793  | 1800  | 1806  | 1821  | 1831  | 1836  | 1841  | 1846  | 1851  |
| ----- | ----- | ----- | ----- | ----- | ----- | ----- | ----- | ----- |
| 2 026 | 1 890 | 1 938 | 1 907 | 2 119 | 1 108 | 1 116 | 1 127 | 1 030 |

| 1856  | 1861  | 1866 | 1872 | 1876 | 1881 | 1886 | 1891 | 1896 |
| ----- | ----- | ---- | ---- | ---- | ---- | ---- | ---- | ---- |
| 1 035 | 1 072 | 931  | 879  | 895  | 939  | 914  | 911  | 883  |

| 1901 | 1906 | 1911 | 1921 | 1926 | 1931 | 1936 | 1946 | 1954 |
| ---- | ---- | ---- | ---- | ---- | ---- | ---- | ---- | ---- |
| 900  | 879  | 907  | 645  | 633  | 594  | 516  | 494  | 420  |

| 1962 | 1968 | 1975 | 1982 | 1990 | 1999 | 2006 | 2011 | 2016 |
| ---- | ---- | ---- | ---- | ---- | ---- | ---- | ---- | ---- |
| 375  | 319  | 283  | 250  | 268  | 280  | 321  | 310  | 318  |

| 2021 | 2022 | - | - | - | - | - | - | - |
| ---- | ---- | - | - | - | - | - | - | - |
| 311  | 313  | - | - | - | - | - | - | - |

### Manifestations culturelles et festivités
Créé en 1995, sous l’égide de la municipalité de l’époque, le comité des fêtes et des animations avait vu le jour pour coordonner les fêtes communales du 14 juillet et du 15 août et par la suite la Juraquette. Le comité des fêtes rassemble aujourd'hui sept associations. Il est constitué de membres d'associations représentés au bureau par leur président et d'une soixantaine de bénévoles.
Chaque année, le comité de fêtes organise de nombreuses manifestations :
- sportives : Juraquette, Gym-détente ;
- culturelle : exposition, théâtre, musique... ;
- festive : 14 juillet, 15 août ;
- sortie : spéléo, montagne...

Le site du comité des fêtes des Bouchoux présente le comité et ses membres, les animations organisées (présentation, calendrier des manifestations) et les associations membres (présentation et actualité).

### Vie associative
- Comité des fêtes
- Amicale des pompiers
- Skyfall Fire Rain
- Club Alphonse Gaillard
- Football Club des Hautes Combes
- Parents d’élèves
- Passe Partout
- Petits Hommes
- Verger des Couloirs

## Culture locale et patrimoine

### Lieux et monuments
- Bornes frontière (XVIIe s), classées au titre des monuments historiques depuis 1926[21],[22] ;
- Prieuré de Cuttura (XVIIe-XVIIIe s), inscrit à l'IGPC depuis 1994[23] ;
- Église de l'Assomption (XVIIIe-XIXe s), inscrite à l'IGPC depuis 1994[24] ;
- Col de la Croix de la Serra (1 048 mètres) franchi par la RD 124 ;
- Croix de chemin (XVIIIe-XIXe s), inscrites à l'IGPC depuis 1994[25],[26] ;
- Fermes (XVIIIe-XIXe s), inscrites à l'IGPC depuis 1994[27],[28],[29],[30],[31],[32],[33] ;
- Maisons de douanier (XIXe s), inscrites à l'IGPC depuis 1994[34],[35] ;
- Mairie-école (XIXe s), inscrite à l'IGPC depuis 1994[36] ;
- Fromagerie (XXe s), inscrite à l'IGPC depuis 1994[37] ;
- Cascade du Moulin Dalloz, sur le Tacon ;
- Site de la Madone, près de La Serra.

### Personnalités liées à la commune
- Alphonse Gaillard (1882-1971), poète.
- Claude-Pierre Molard (1759-1837), ingénieur, premier directeur du Conservatoire national des arts et métiers en 1800, jusqu'en 1817, membre de l'académie royale des sciences en 1815.
- Emmanuel-François Molard (1772-1829), frère du précédent, ingénieur, créateur de l’école d’arts et métiers de Beaupréau, qu’il transfère à Angers en 1815. Il succède à son frère comme sous-directeur du Conservatoire national des arts et métiers en 1817.

### Héraldique
|  | Les armes de la commune se blasonnent ainsi : D'argent à la bande de sinople chargée de trois sapins du champ. |

## Galerie

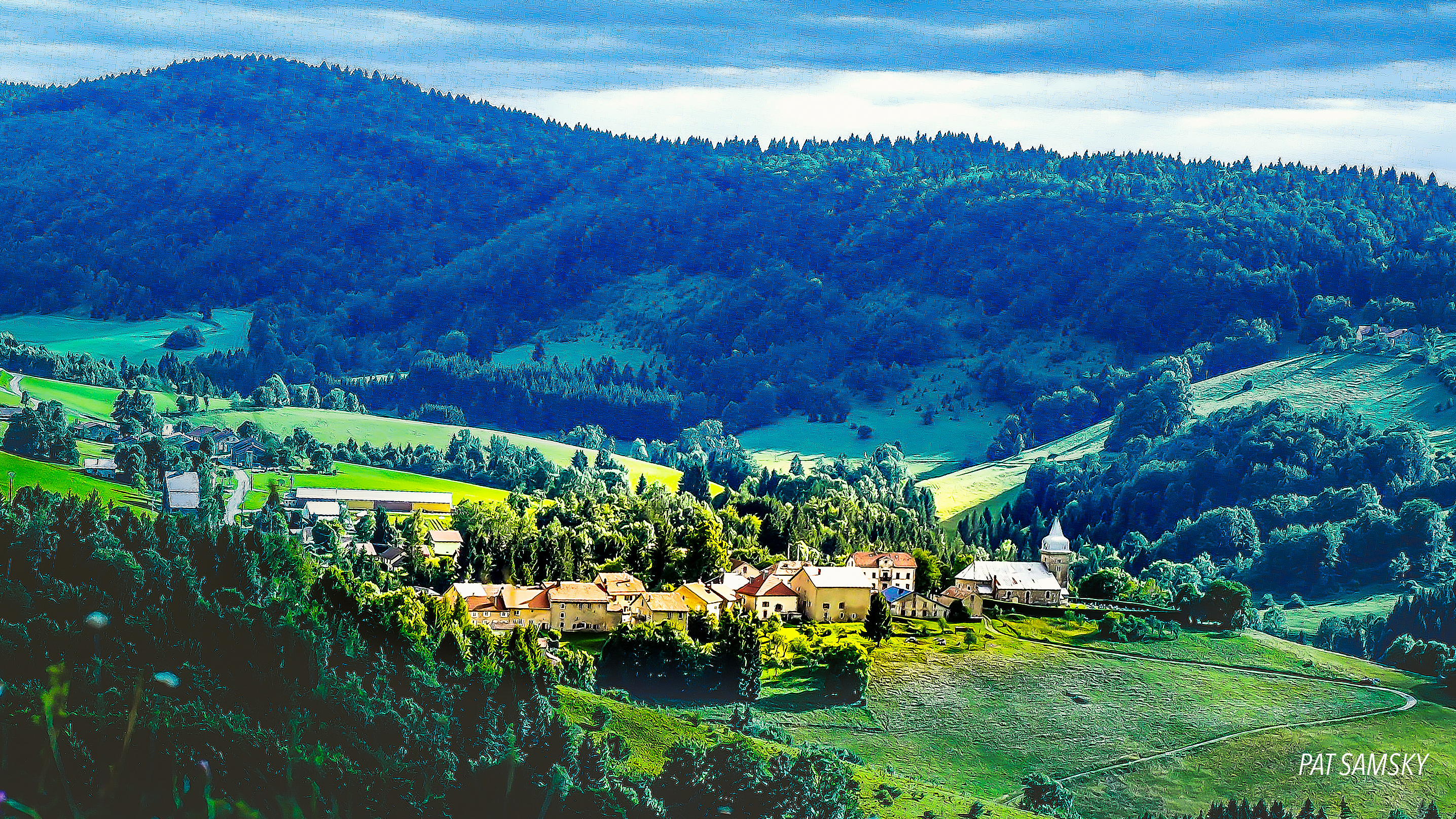
Les Bouchoux village
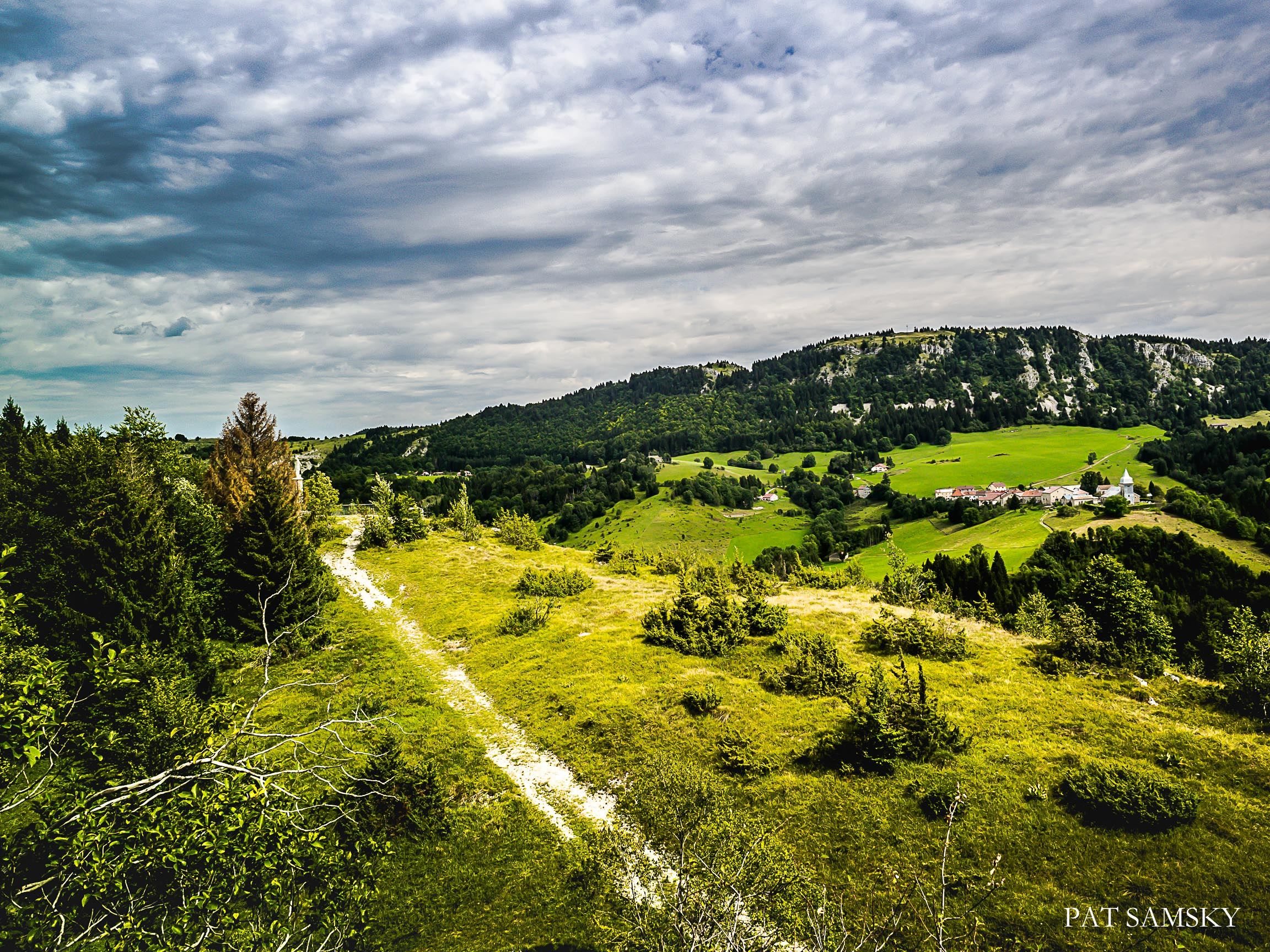
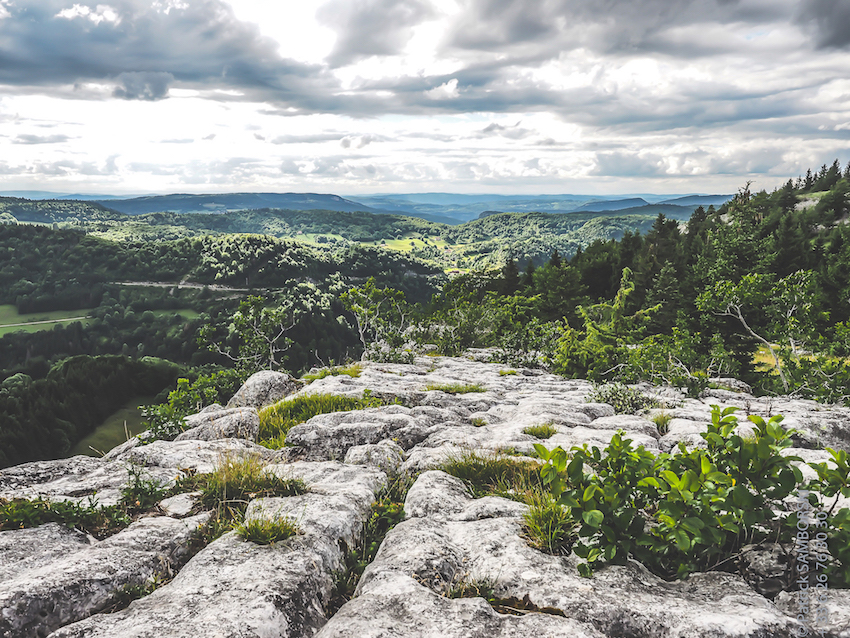
Les Bouchoux paysages alentour
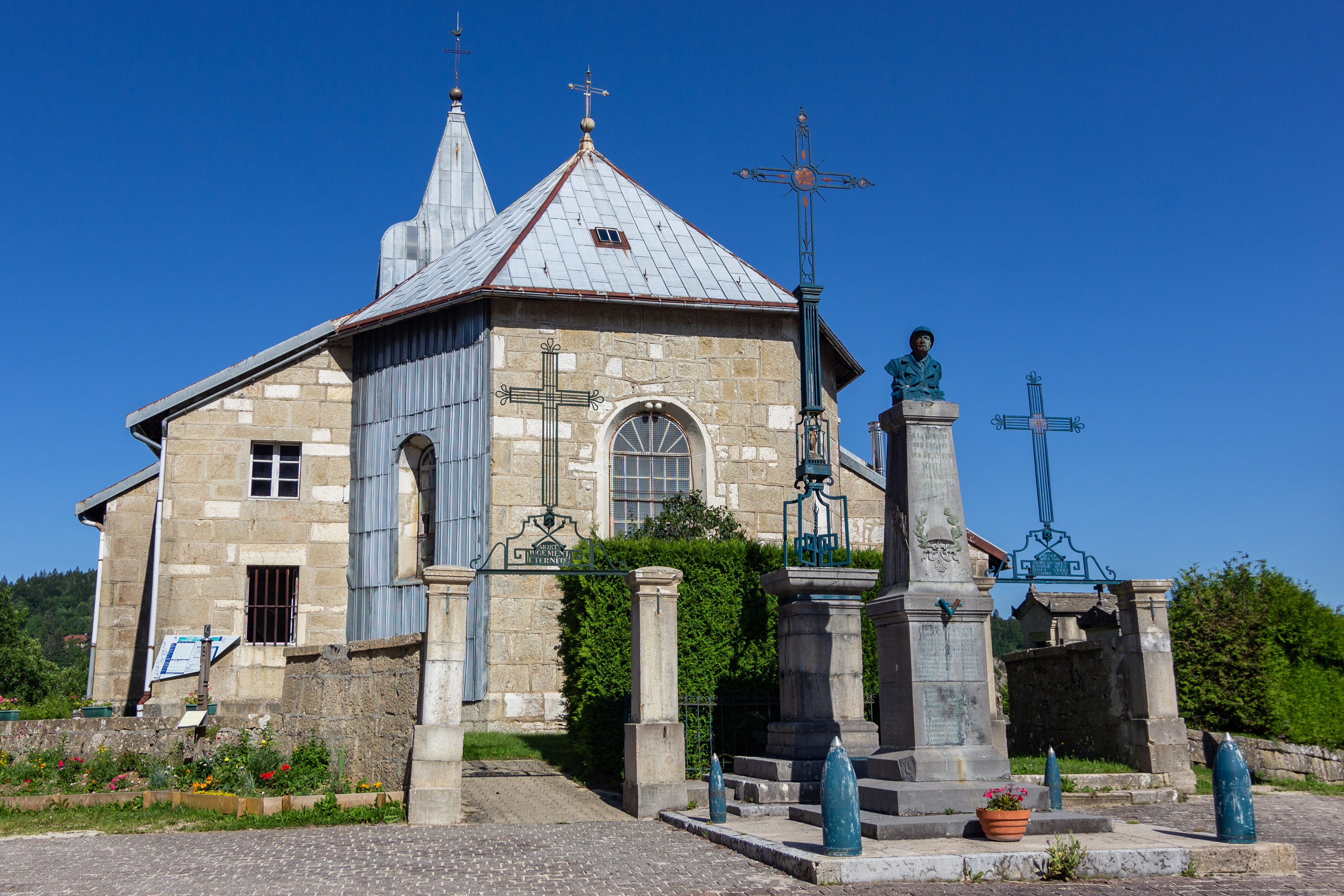
église et monument aux morts.
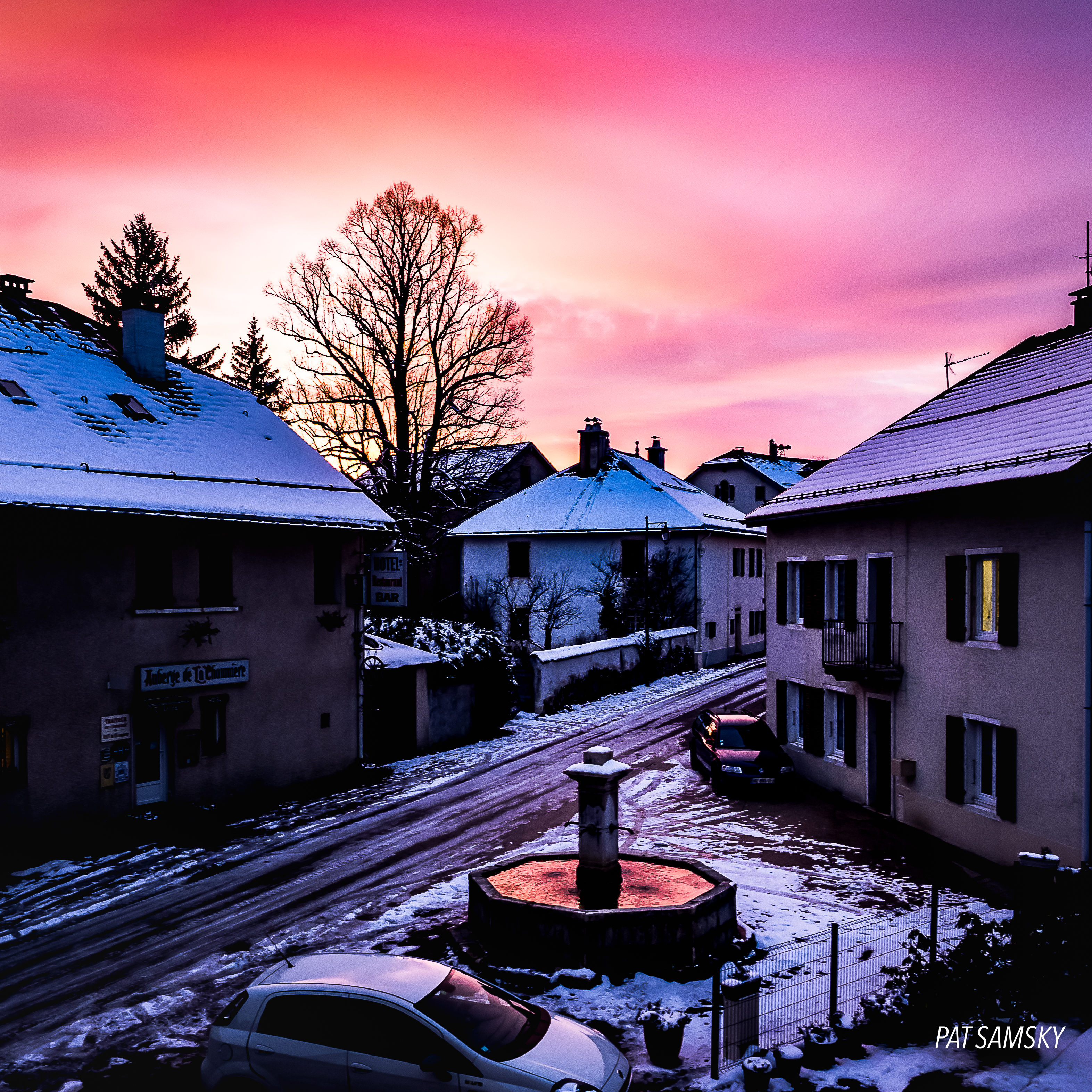
Les Bouchoux fontaine centre village
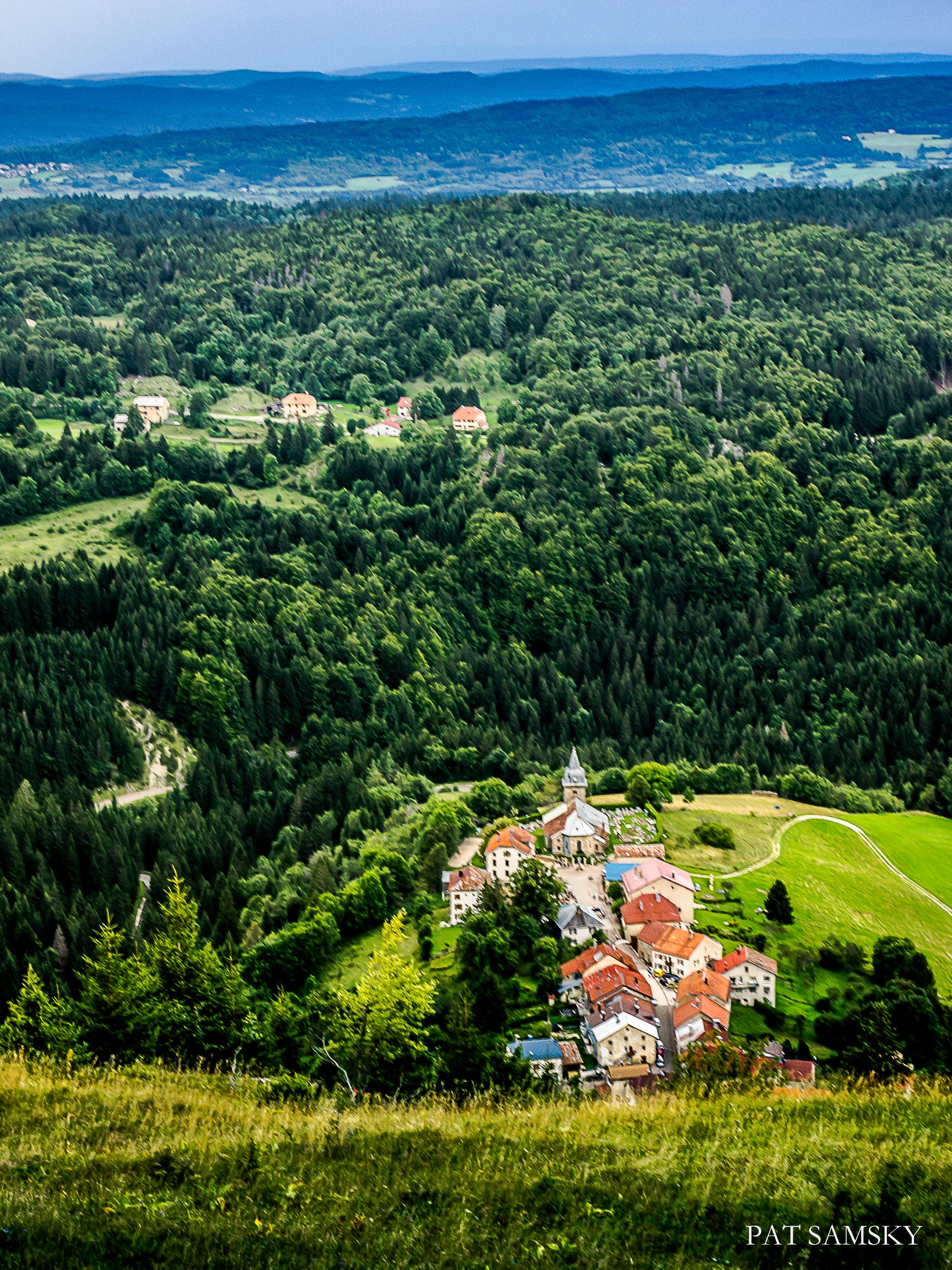
Les Bouchoux vue depuis la croix des couloirs
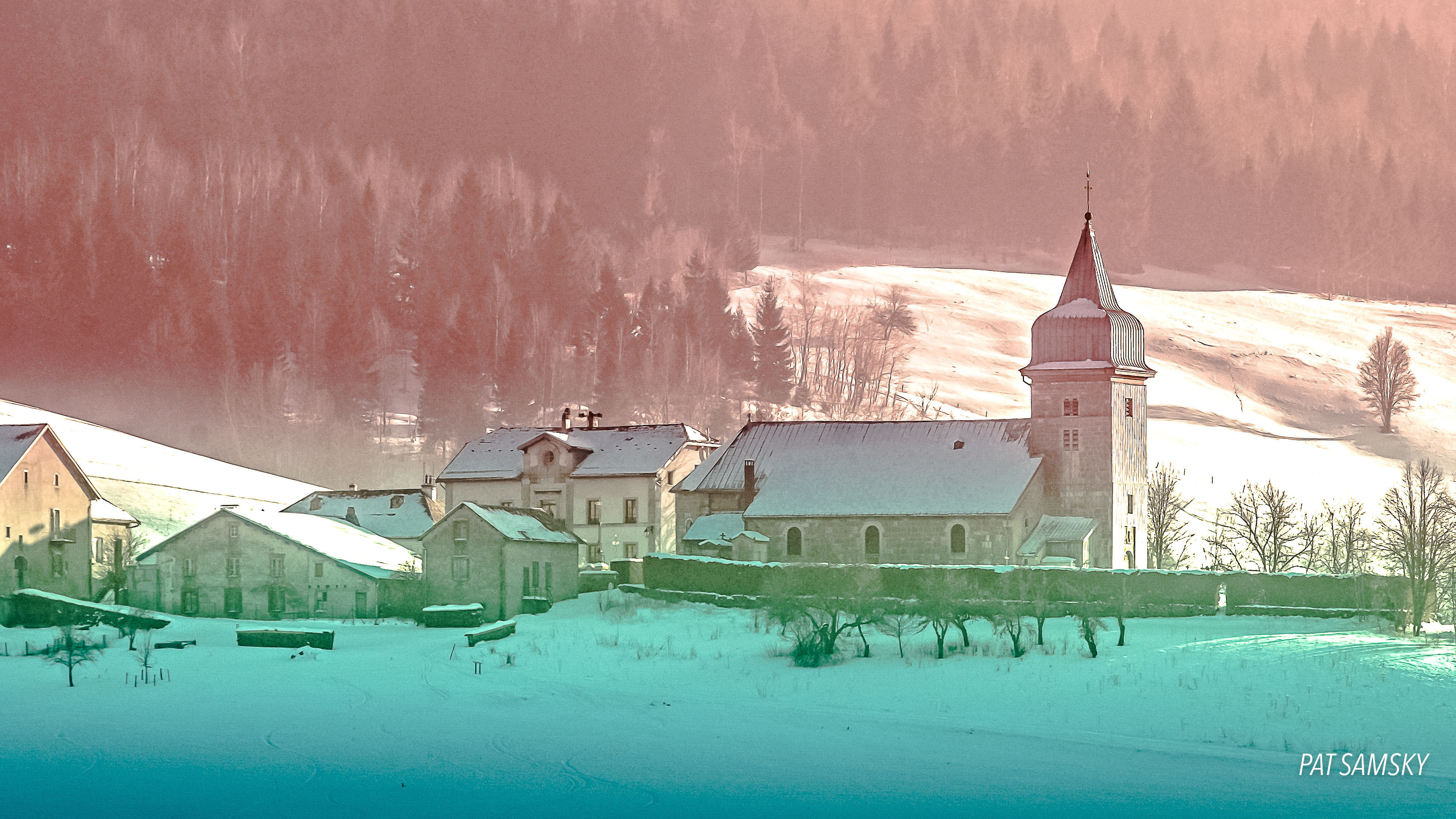
Les Bouchoux église
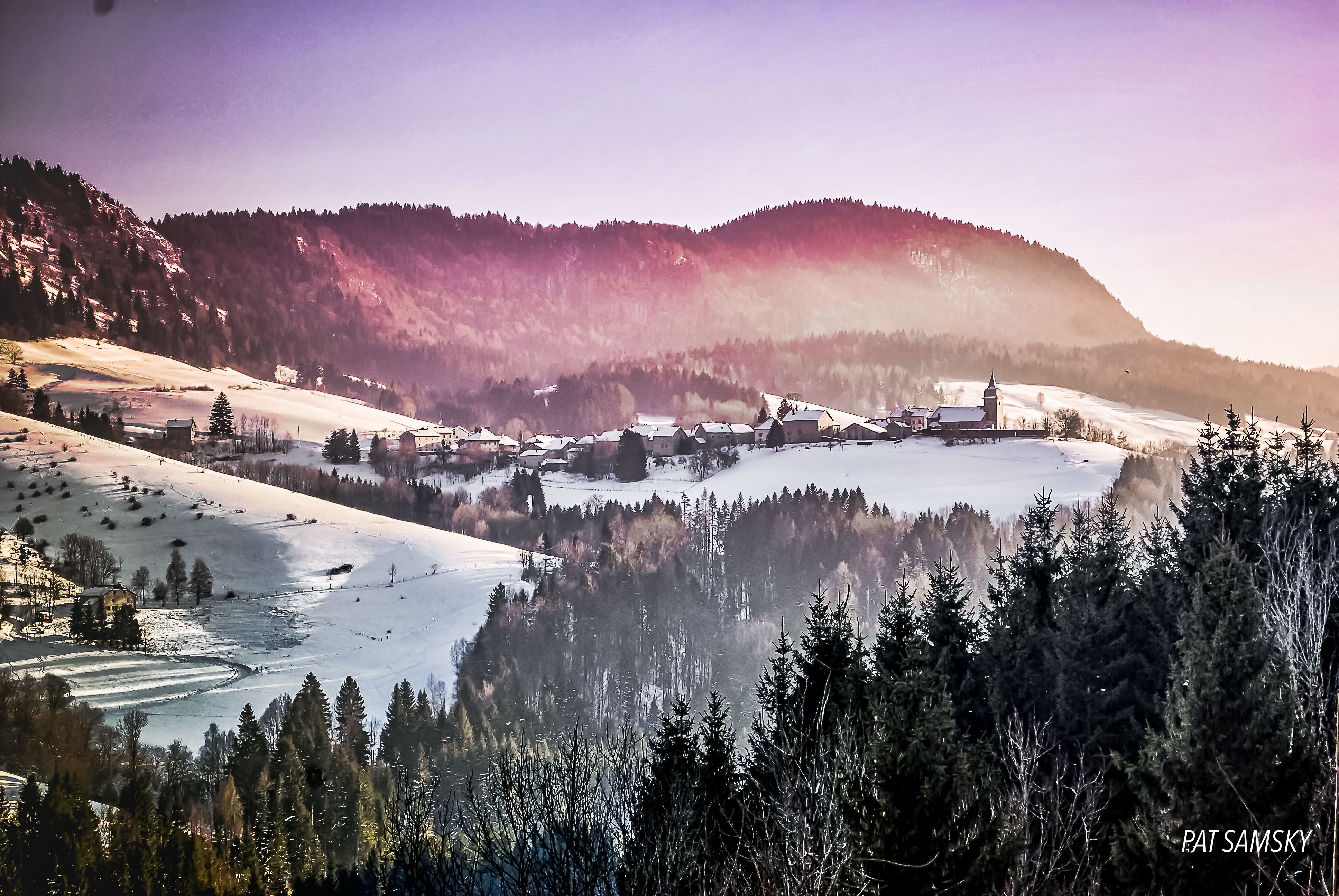
Les Bouchoux arrivée depuis Saint-Claude
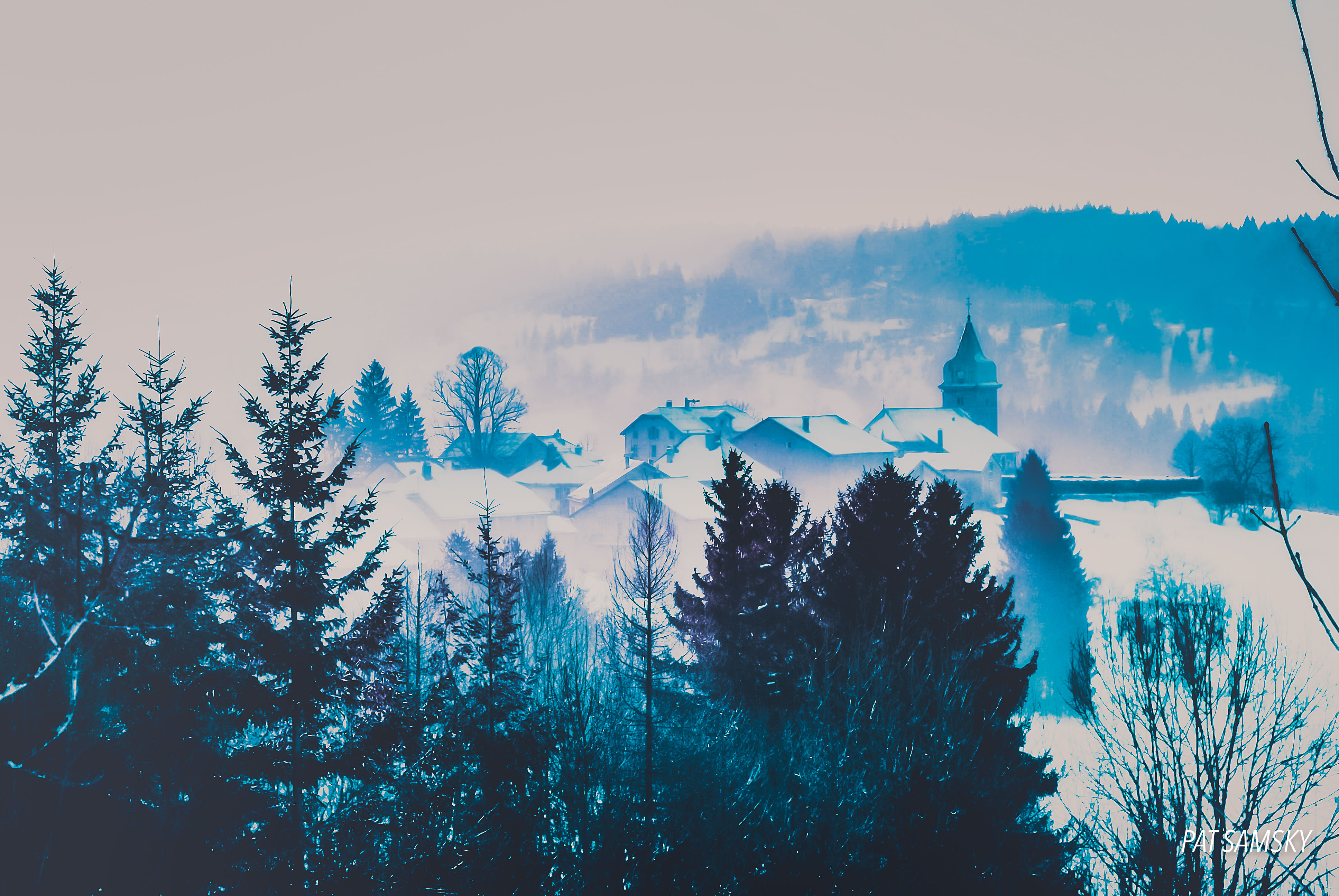
Les Bouchoux entrée de village depuis La Pesse
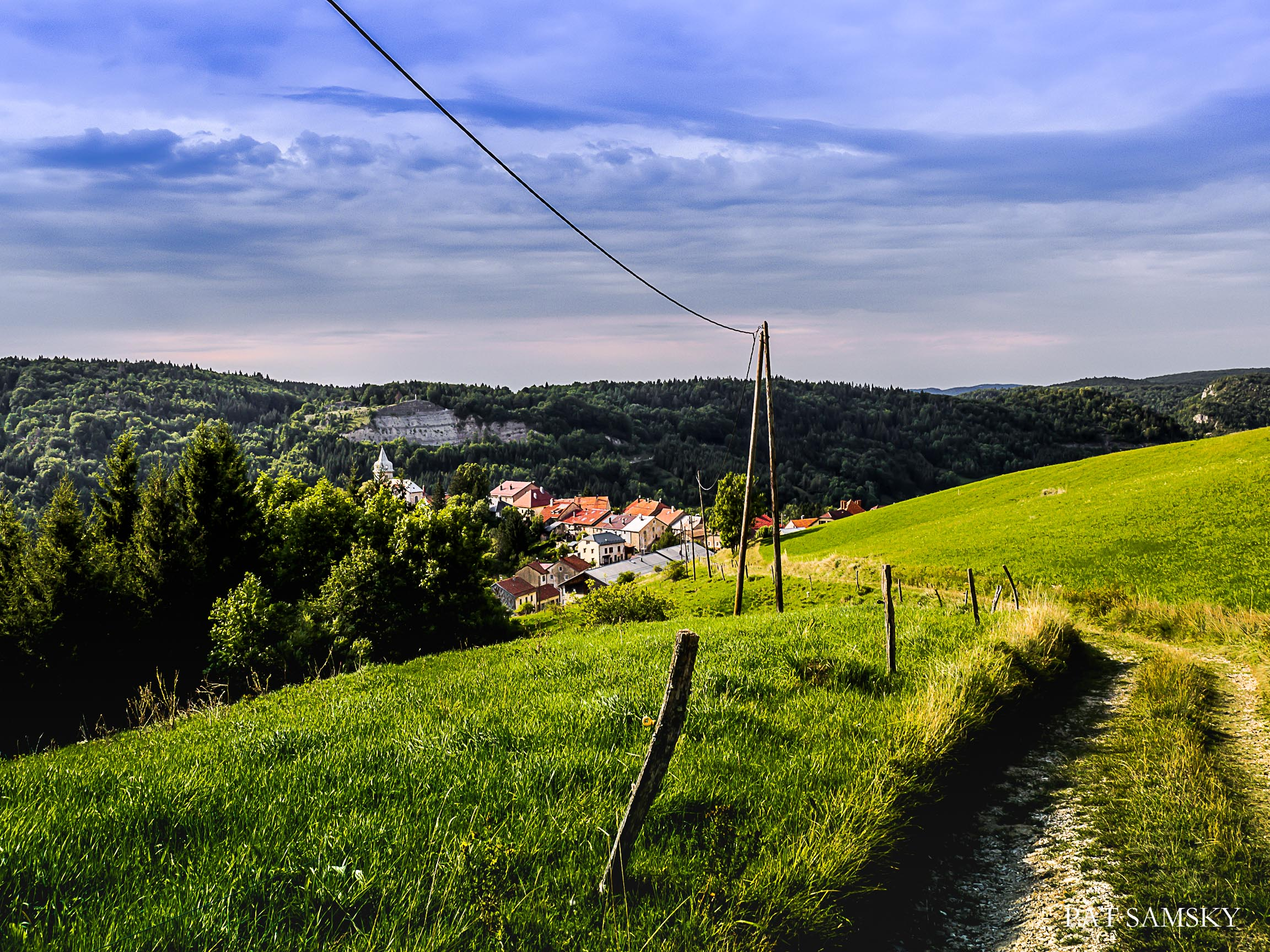
Les Bouchoux chemin de randonnée
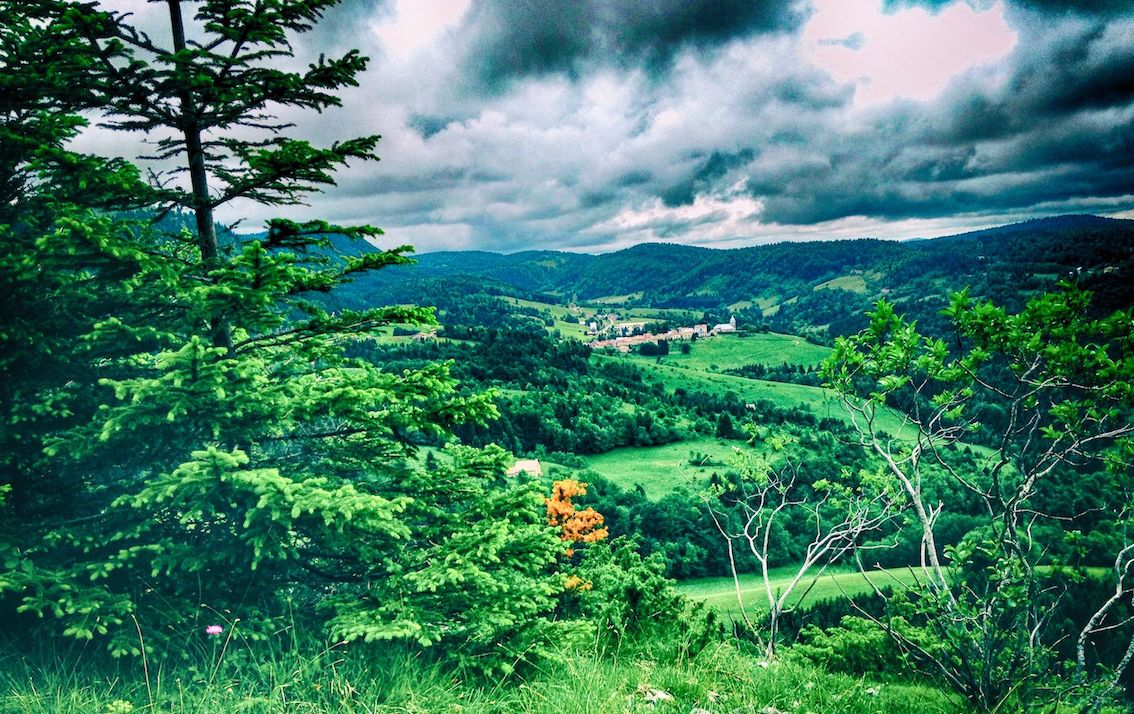
Les Bouchoux et ses paysages
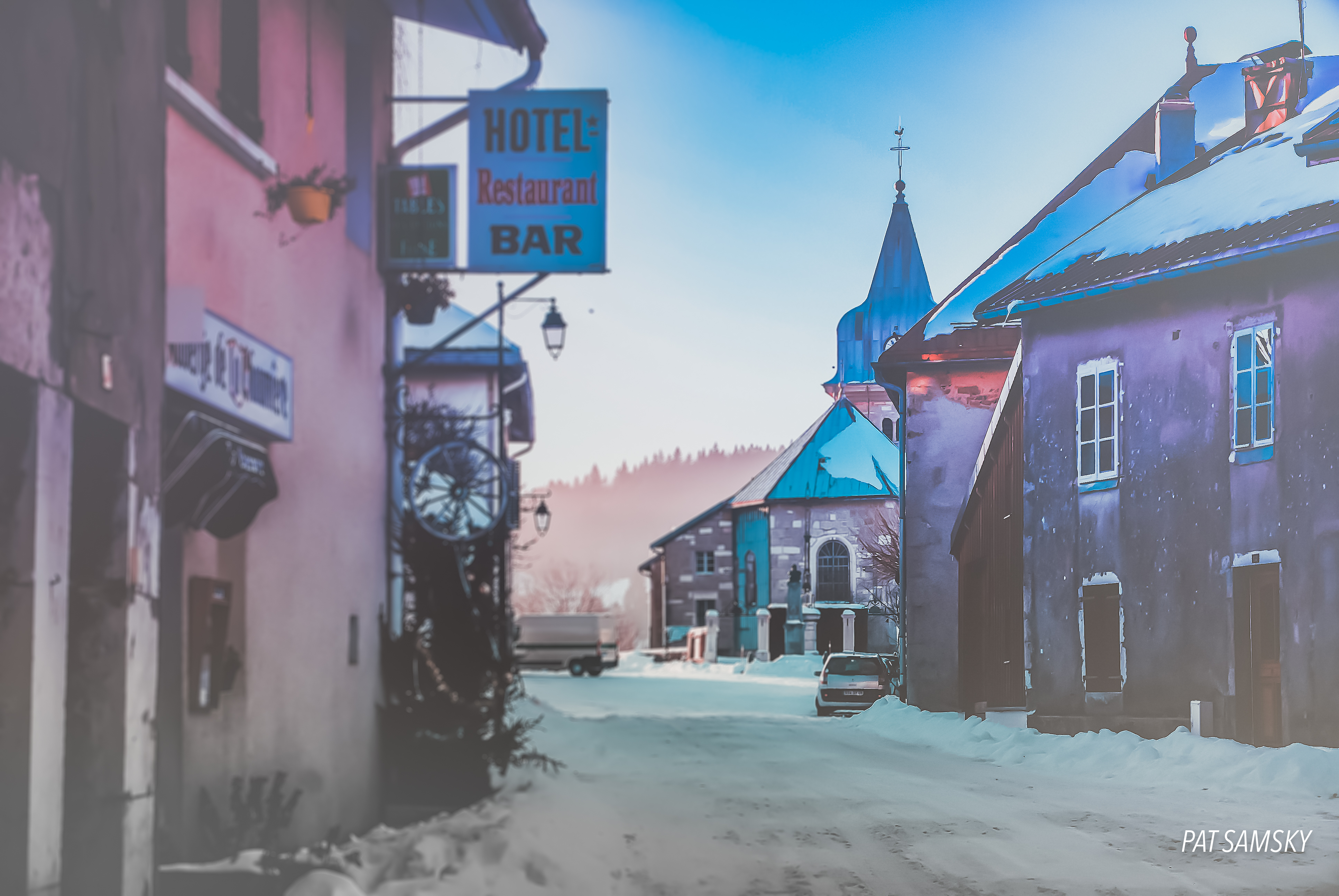
Les Bouchoux centre, son hôtel auberge, son église et sa place
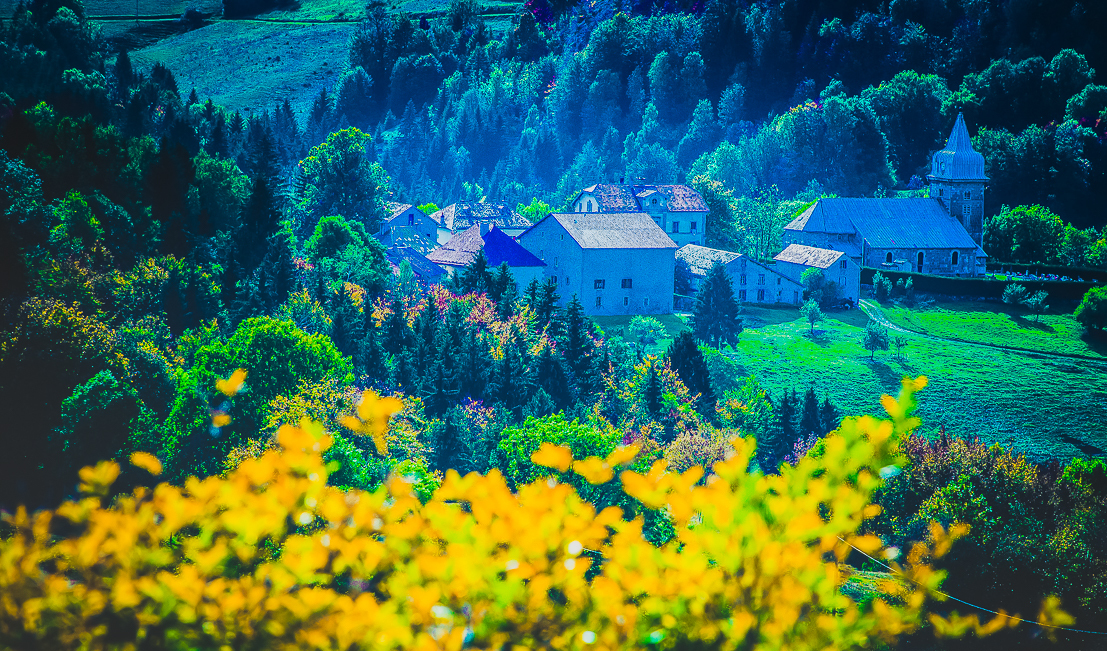
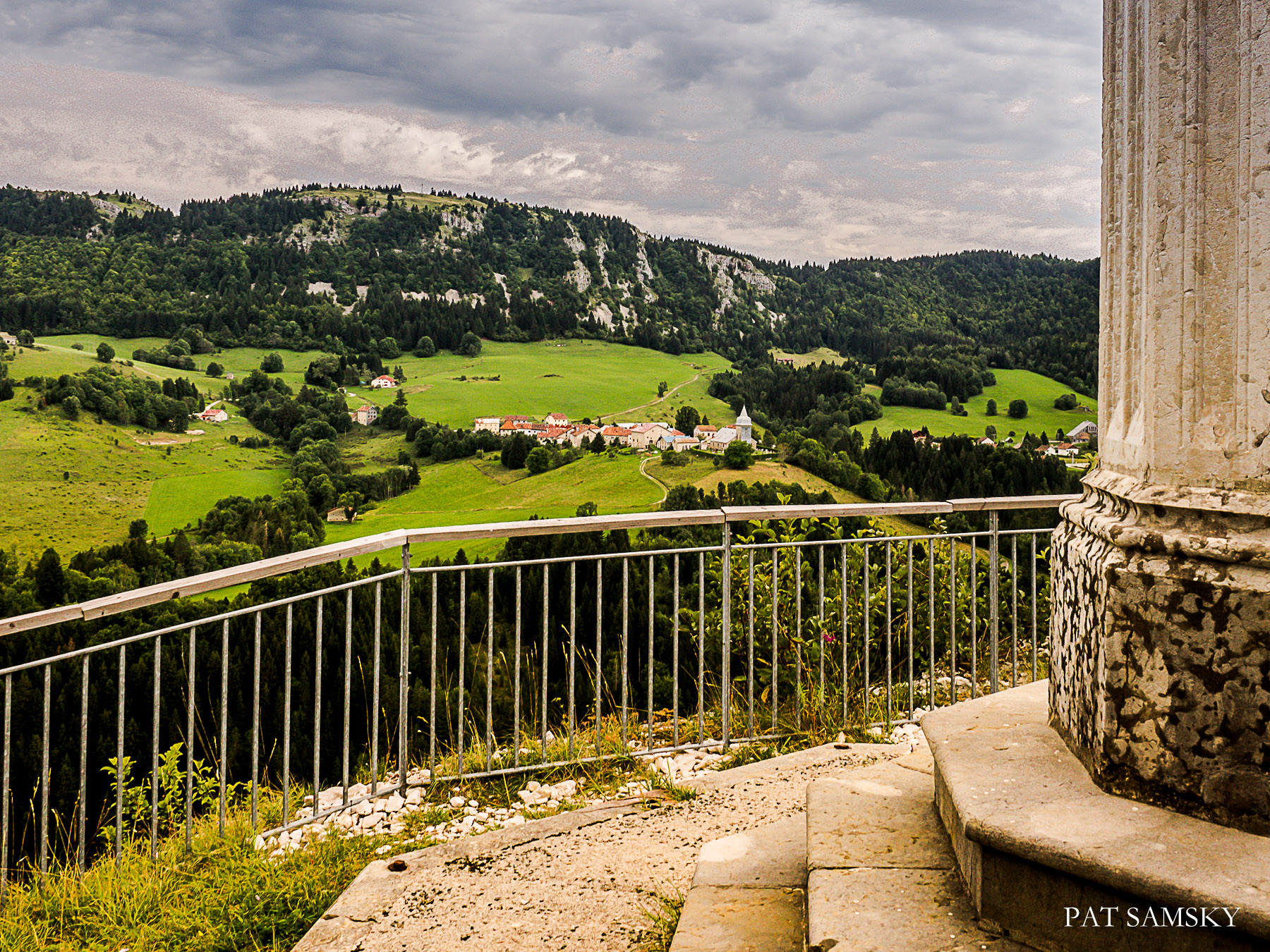
Les Bouchoux panorama
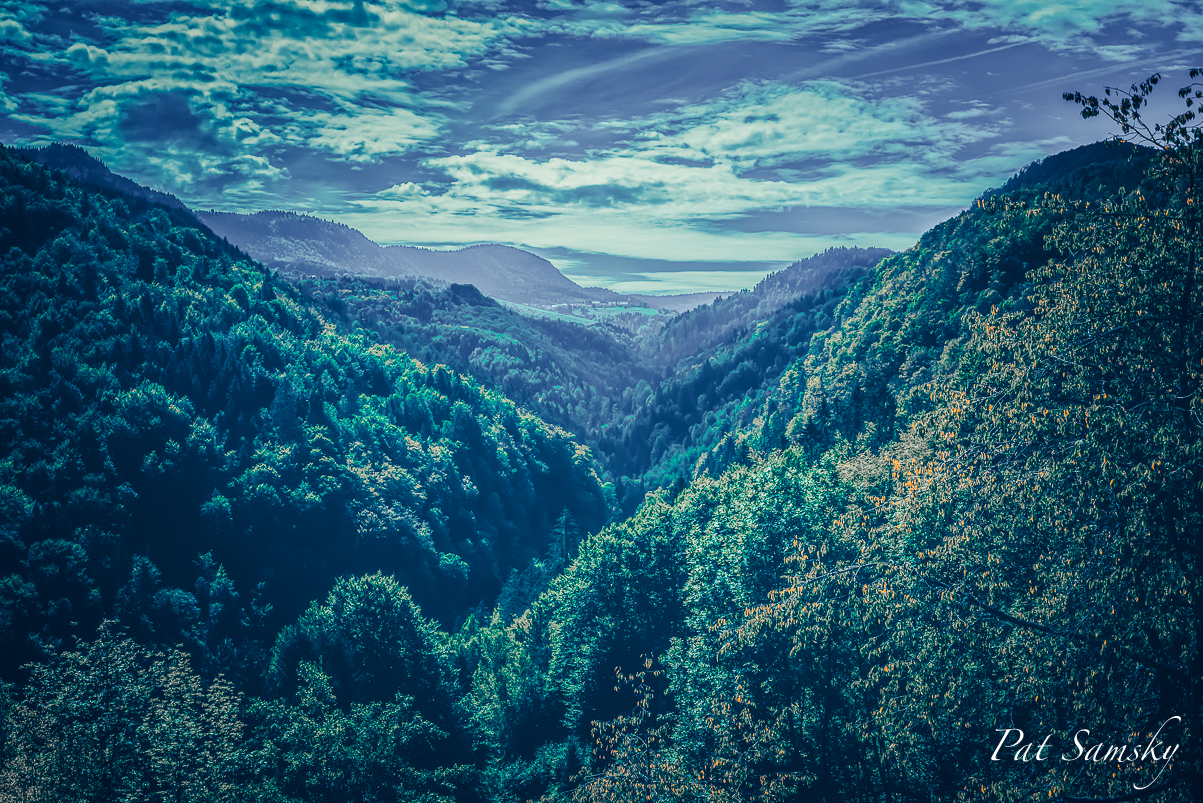
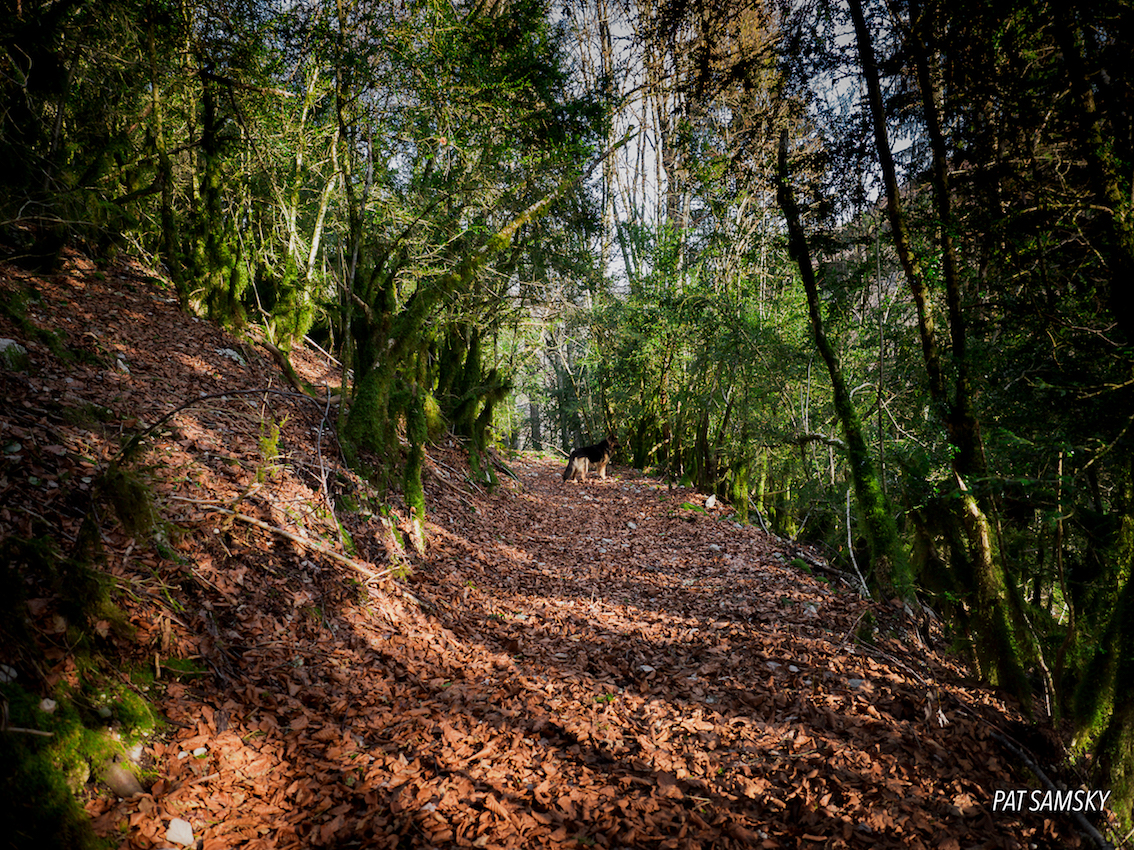
Les Bouchoux et ses nombreux sentiers de randonnée
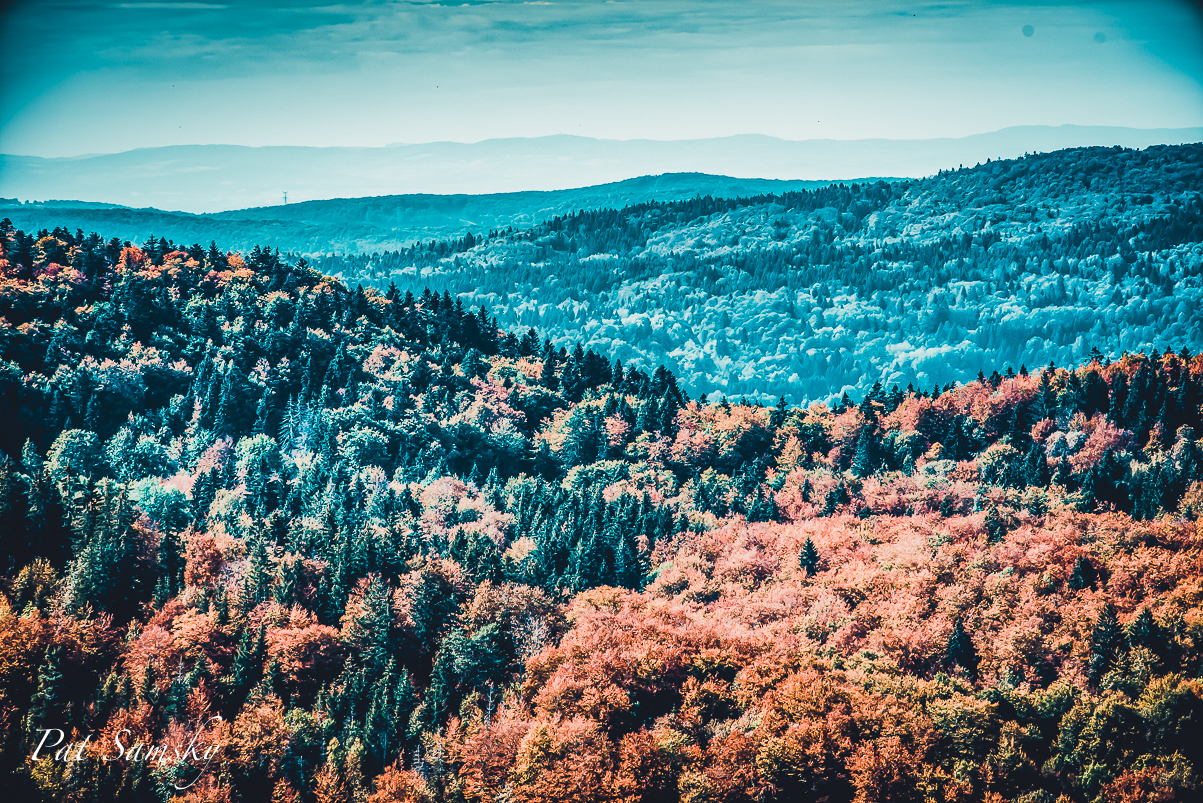
Vaste parc Naturel Les Bouchoux
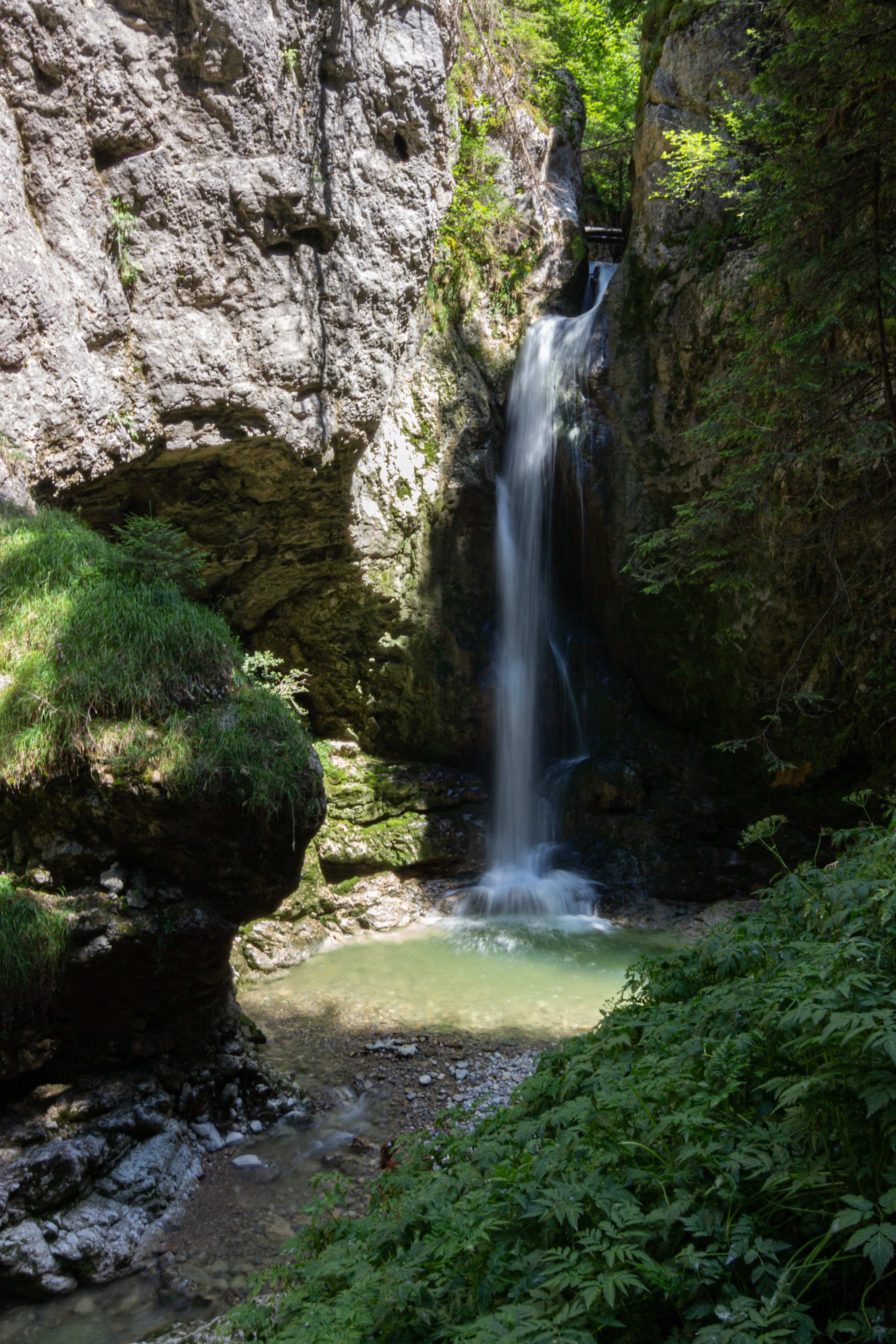
Cascade du Moulin, Bouchoux, Jura, France.